# クニミツの政
『クニミツの政』（クニミツのまつり）は2001年から2005年まで「週刊少年マガジン」で連載されていた、安童夕馬原作、朝基まさし作画の漫画作品。全27巻。同作者による『サイコメトラーEIJI』のスピンオフ作品である。
2003年（平成15年度第27回）講談社漫画賞少年部門受賞。

## あらすじ
ひょんな事件（『EIJI』における「サイレント·ボマー」事件）をきっかけに政治に目覚めた東京都下町のヤンキーであった武藤国光が、師匠である牧原代議士（『EIJI』に登場する江川透流の父）の命令で、坂上竜馬の秘書として新千葉ヶ崎市の市長選挙を争う物語。国光の持つ天性の強運、カリスマ性と仲間の知恵を合わせて、強敵と戦っていく。

## 登場人物

### 坂上陣営
武藤国光（むとう くにみつ）
本編の主人公。作内ではタイトルにあるように「クニミツ」と片仮名表記されることが多い。かなりの怪力で車を傾かせるように持ち上げたことがある。
牧原代議士（『サイコメトラーEIJI』の江川透流の父親）の下で雑用係をしていたが、「修行のため」という名目で牧原の下から坂上竜馬の秘書となるよう送られる。その後、坂上家で政治の勉強をしながら、第二秘書として彼の市長選を全力で支える。既定の考えに縛られない大胆な発想と行動力を持ち、不破に平成の田中角栄とまで言わせる大物。
作中で、後に内閣総理大臣となることを仄めかす描写がある。
実家は蕎麦屋で普段からそば粉や包丁などを持ち歩いている。中学校の卒業式をサボった為、中学中退を自称している。なぜか名前や横文字をよく間違える（下ネタが多く、しかもかなり無理がある）。「EIJI」でヤクザに殺されかけ、父親もヤクザに殺された（そう思わせる台詞がある）経験からヤクザを徹底して嫌っているが、ピンチの度に討ち入りしようとするなどヤクザとあまり変わらない悪癖がある（実行したのは本物相手に3度殴りこんだのみ）。白鳥スワンの宗教に洗脳された際に付けられたあだ名は「使徒マウンテンゴリラ」。
テレビドラマ版の設定では昭和54年（1979年）8月24日生まれ、血液型B型、東京都墨田区出身、都立浅草第一中学校卒、特技は喧嘩・蕎麦作り・大食い・ガキの遊び・なぞなぞ。
吾妻光明（あずま みつあき）
坂上陣営の選挙参謀。
選挙参謀だった祖父吾妻角之進が持つ知識と経験を受け継ぎ、坂上陣営に入る以前から選挙参謀として数々の候補者に知恵を貸してきた（一度は不破が現金1億円で参謀に迎えようとしたことからもその才能がうかがえる）天才高校生。ただ、坂上陣営に入るまでは、選挙参謀の仕事についてはビジネスと割り切っており全く楽しんではいなかった。
選挙事情に疎かった坂上陣営を実質的に動かしている。選挙参謀として、目的のためには多少強引な手段も使う。また悪知恵も働き、その際は「ニターッ」と笑う。政治への志は高く、私腹を肥している建設官僚である父親（吾妻角之進の子）のことを快く思っていない。クニミツの良き理解者にして盟友であり、彼からは「コーメイ」と呼ばれる。モチーフは諸葛孔明。
坂上竜馬（さかがみ りょうま）
政治家浪人。新千葉ヶ崎市の市長選では不破と並ぶ二大候補。
かつて県会議員を務めていたが、クニミツがやってきた当初は浪人中で家は貧乏のどん底だった。名市長と呼ばれ、国会議員も務めた坂上竜太郎を父に持つ。温和な性格で、少々天然ボケ気味な一面がある。政治家としての器はそれほど大きくはないが、政治への志は高く、しっかりとしたビジョンを持っており、クニミツの最も尊敬する人物の一人。清廉潔白を好む。モチーフは坂本龍馬。
テレビドラマ版の設定では昭和28年（1953年）6月9日生まれ、血液型はAB型、新千葉ヶ崎市出身、県立千葉高校卒・東京大学経済学部に在学していた（「卒業」と書かれていないため卒業か中退かは不明）。
坂上明日香（さかがみ あすか）
坂上竜馬の娘。光明の下級生で、彼に恋している。ただし、当初はクニミツに好意を寄せているように描写されており、事実、22巻までの登場人物紹介では、「国光に淡い恋心を寄せる。」と記載されており、23巻以降は削除された。
真面目な癒し系＆ロリ系美少女だが意外とエッチな話題には敏感。落ち込むクニミツをたびたび励ましている。坂上一家の家計のやりくりもしている。
テレビドラマ版では昭和57年（1982年）2月6日生まれの大学生（新千葉ヶ崎大学）で、血液型はAB型、新千葉ヶ崎市出身、県立新千葉ヶ崎高校卒、特技は料理。
坂上晋作（さかがみ しんさく）
坂上竜馬の息子。
小生意気でませたところのあるが、頭のいい小学生。クニミツとはタメ口を交わしあう。自分の事は政治家には向いていないと思っているらしい。光明と気が合い、二人で今後の策について相談することもある。かつては政治家の息子という事で一部の同級生から避けられていたが、非常時に行動力を見せ現在は普通に接している。モチーフは高杉晋作。
猿渡一郎（さるわた いちろう）
坂上陣営の第一秘書。県会議員時代の坂上竜馬から唯一残っている秘書でもある。
クニミツの先輩にあたり、そのためクニミツを馬鹿にするが、彼からはサルマタ先輩呼ばわりされる（伊地知からは内心ばかにされているが、クニミツからは尊敬されている模様）。坂上に対しての忠誠心は厚い。
家は貧しく、兄弟が多い（9人兄弟の長男）。なぜか吹き出しが真四角。
意外と世間知らずな一面もあり、ヤクザの賭博などに巻き込まれたり（ただし初めは勝ち続け、坊や哲を気取っていた）、ニコイチ詐欺など、古風な手段の詐欺に引っかかったりする。詐欺に巻き込まれた際には自殺しようとして（なお、自殺する前の1日は、後述の朽木良介の自殺の前の1日と対比したものとなっている）海に飛び込むが、泳ぎが得意だったため助かった。
伊地知卓郎（いじち たくろう）
初めはコソコソとあくどい事をやる高校生だったが、クニミツと出会って改心し、坂上陣営に秘書見習いとして参入した。クニミツを兄貴分として慕っており、原作の最後では旅立つクニミツに同行している。高校には一応通っている。白鳥スワンの宗教に洗脳された際に付けられたあだ名は「使徒ダックスフント」。
歳の離れた弟が2人いる。

#### 坂上陣営ボランティア
栗印寅太郎（くりいん とらたろう）
建設会社「栗印建設」の社長。ヤクザ出身で容姿もヤクザそのもの(初登場時、国光から「牢名主」と呼ばれた)だが、真っ当な仕事をやっている。
部下が国光をダンプではねたことでお見舞いに坂上事務所を訪れ、その流れで後援会会長に就任する。国光からは「栗きんとん社長」と呼ばれる。
　名前は漫画『票田のトラクター』から。
由良（藤代）桃絵、桃奴（ゆら/ふじしろ ももえ、ももやっこ）
新千葉ヶ崎に在する料亭の芸者。地元暴走族のアイドルでもあり、彼女を慕う者も多い。
事故死した夫との間には舞という娘がいる。娘の預け先である保育園（兼孤児院）が宇治村の利権絡みの道路が造られることで閉鎖させられるため現在の市制を快く思っておらず、そのため坂上陣営を応援している。
クニミツに惚れ込んでいた事もあったが、宇治村が雇ったヤクザが起こした誘拐事件で娘を助けてくれた藤代と愛し合うようになり、結婚することに。以後は随所で熱々ぶりを見せている。
テレビドラマ版の設定では昭和44年（1969年）5月24日生まれ、血液型はO型、新千葉ヶ崎市出身、私立新千葉ヶ崎女子高校卒、特技は色仕掛け、父親は花火師。
星久仁子（ほし くにこ）
クニミツの中学時代の同級生である看護学校生。クニミツの初恋の人。
学生研修と称した市民病院での看護師同然のアルバイトをしていた。クニミツと再会した事でアルバイトを辞め坂上選挙事務所のボランティアを務めた。クニミツに好意を寄せており、佐和真澄に惹かれるクニミツを無理矢理自分の彼氏にしようとするが、逆に佐和真澄とクニミツの気持ちをはっきりさせることになり失恋する。クニミツからは「干し肉」と呼ばれていた。
弐藤園光（にとう そのみつ）
晋作の通う小学校に臨時教員として赴任するはずだった教師。
学級崩壊し保護者の反発も多く八方塞な現状に悲観し、自殺を図ろうとしたところをクニミツに止められる。現状打破のためクニミツが小学校に赴任してる間はなし崩し的に坂上家に居候し、同じ考えで休職中だった前の担任をクニミツが引き戻した為、坂上選挙事務所のボランティアとなった。メガネをかけており目の焦点が常にずれている。
角田栄作（かくた えいさく）
新千葉ヶ崎「弓浜怖津屠露汚怒（ゆみはまホットロード）」7代目総長で、角田モータースの経営者。
佐和に浜口幸之助と絡んでいるところをクニミツに阻まれ、それ以後クニミツに師事する。通称「カクエー」。名前は田中角栄、佐藤栄作から。
浜口幸之助（はまぐち こうのすけ）
新千葉ヶ崎「弓浜怖津屠露汚怒」特攻隊長。角田モーターズで働いている。角田栄作の幼馴染。眼鏡とパーマ頭が特徴。通称「ハマコー」（浜田幸一に由来）。

### 不破陣営
不破俊一（ふわ しゅんいち）
市長選立候補者。
若くして将来は総理大臣としての器を持つと謳われる実力者。
目的のためなら手段を選ばない性格だが、非道な行いを許せない熱い一面も持っている。新千葉ヶ崎市の市長選挙に立候補したが、市長選挙のことは将来の中央政権を奪取する目標の第一段階としか考えていなかった。手っ取り早く政界でのし上がるために、権力を持つ悪徳政治家についていたこともある。
東京大学法学部出身であることと潤沢な財力と豊富な人脈を持っているためエリートと思われがちだが、実は幼いころに事故で両親を亡くして新千葉ヶ崎市の孤児院で育っており、中学生時代に書いた作文がきっかけで坂上竜太郎の書生となった過去を持つ。クニミツとの衝突を経て、功名心とエリートの殻を脱ぎ捨てて柔軟な青年政治家へと成長を遂げた。
テレビドラマ版の設定では昭和45年（1970年）11月5日生まれ、血液型はAB型、新千葉ヶ崎市出身、東京大学経済学部卒。また、27歳で市議会議員選挙に最年少当選したこととなっている。
久城龍也（くじょう りゅうや）
クニミツの地元の先輩。クニミツからは「アニキ」と呼ばれる。またクニミツの父親のことを生前「オヤジ」と呼んでいたようである。
初登場の22歳当時は土建屋の社長をやっており、また過去には巨大暴走族の頭も務めていた。しかし、「総理大臣上等」のスローガンをぶち上げて政界に参入する（背中には大きく「総理大臣上等」と書かれた刺青がある）。
学歴は高校中退だが、政治学、経済学、経営学、法学、心理学等を独学で学び、その知識は現役の政治家を凌ぎ、怪物秘書として名を上げる。後に不破の秘書として雇われ、市長選挙で不破を当選させるべく活躍する。光明と同レベルの選挙戦略を練る。
不破陣営についてからは、国光に対し「武藤秘書」と呼ぶなどあくまでライバルとして立ちはだかるが、互いに協力することもある。国光の行動力を高く評価しており、「あいつは俺にはないものを持っている」と語っている。普段は怒りを抑えるために手の中に胡桃を2個握っている。
朽木良介（くちき りょうすけ）
かつては宇治村修造の下で秘書をしていたが、スキャンダルに塗れた宇治村に全ての責任を背負った上で自殺を命じられ、自殺を図ったところを久城の部下のヤスに助けられる。宇治村と決別したその後、不破陣営の秘書として迎えられる。登場人物の誰よりも誠実。
家族は妻と三人の子供がいる、良き夫であり父親でもある。
深田（ふかだ）
不破陣営の女性秘書。いつもサングラスをかけている。不破に密かに想いを寄せており、久城や朽木に秘書として出し抜かれたと思い、嫉妬した事もあったが二人の秘書としての力を目の当たりにするうちに尊敬するようになった。
安田和伸（やすだ かずのぶ）
久城のアシスタント。久城からは「ヤス」と呼ばれ、本人も久城と話す時は「ヤス」と名乗る。
久城が暴走族をやっていた頃の付き合いだが、一度彼を裏切り別の組のヤクザについたことがある。後に久城と国光がその組に乗り込んで起きた騒動で久城に命を救われ、再び彼のもとで働くようになる。

### 阿修羅一派
阿修羅（あしゅら）
選挙戦の表には決して姿を現さない覆面選挙参謀。
汚い手で対立候補を陥れることを得意とする。かつて光明の祖父と選挙戦を繰り広げ、勝利した。光明の祖父はその選挙戦の心労と高齢とが重なり死亡してしまったために、光明にとって彼は祖父の仇とも言える存在である。特徴として大きな福耳を持っている。存在が語られてからしばらくはシリアスな悪役として扱われていたが、市長選が大詰めになるにつれ失敗を繰り返すコメディリリーフ的扱いへと移行していく。
実は父、兄妹の3人で阿修羅であり、坂上陣営にボランティアとして潜伏していた(全員福耳であり、髪で隠していた)。市長選挙ではその卑劣極まりない作戦で何度も坂上、不破陣営を窮地に追い込むが、最終的に光明によって失脚に追い込まれる。
ご隠居（ごいんきょ）
謎の老人。脱税を繰り返して築き上げた莫大な財産を持っており、山羊に餌として一万円札を食わせるほど。その正体は市長を裏から操り、市の財産を食い潰そうとしている悪党である。
自分の思い通りにならない坂上や不破を敵視し、阿修羅を雇うが、阿修羅が（クニミツや光明に邪魔されて）いい仕事をしないので苛立っている。
最終的には坂上の選挙カーを爆破し、不破に当選させようと自ら動くが、脱税で貯め込んだ金の隠し場所を国税局に嗅ぎ付けられ（情報源はヤスのタレコミ）、査察に入られて引導を渡される事になった。
水城真紀（みずしろ まき）
光明の助力によって県会議員に当選。議員を辞職し坂上、不破に続く第三の勢力と思われたが想像以上のパフォーマンスを繰り返す二名の存在に焦った結果、起死回生を狙って市長選を前にした政治論説イベントでかつて光明から教わっていた禁断の策「チッチョリーナ・プラン」を実行に移す。これはチッチョリーナの格好をして面白おかしくパフォーマンスをするというものなのだが、本来この策は何の後ろ盾もイメージもない無名であった彼女であるからこそ有効な策であり、元県会議員という真面目な肩書を背負った彼女のイメージを瓦解させてしまうものだったために、有権者(特にメインの票田と見込んでいた農家のおばちゃんたち)からの反発を買いあっさり自滅した。政治基盤と金銭を得るために「ご隠居」をバックにしていたが、自滅の責を負ってご隠居に文字通りの意味でペット同然・捨て駒程度に扱われる。
また、ご隠居の意を受けて、不破陣営と坂上陣営の仲たがいを試みるも見破られて、公然の前で恥をさらすこととなる。
松平良太郎（まつだいら りょうたろう）
水城の代わりとしてご隠居が新千葉ヶ崎市に送り込んだ刺客。
本業は演歌歌手（一度だけレコード大賞候補になったことのある、いわゆる一発屋）であり、演歌歌手の知名度を利用して「清き一票入れましょブギ」という歌を使って公職選挙法スレスレの選挙運動を行う。阿修羅一派が妨害工作にのみ専念して放置気味になったことで、自力で策が練れないこともあってあまり目立たなくなり、やがてご隠居にも相手にされなくなる。ちなみに、この頃にはコンサート会場の人入りはかなり少なくなっていた。

### 他候補者
徳川みずほ（とくがわ みずほ）
弁護士
自明党公認の候補者。名門財閥の出身で、一族が有力マスコミ企業の大株主であったり役員であったりする。自身はハーバード大学出身で、準ミス日本の経験あり。一族の人脈をふんだんに利用して弁護士タレントとしてTV出演など猛烈にアピールして不破・坂上陣営を混乱させる。しかし、投票日直前に毎朝新聞専務とのSM・SEXのスキャンダル写真がウイルス感染によってネット上で流出し、そのことを問い詰められた報道陣の前で怒ったことや、高校時代に不純異性交遊で退学させられた過去などが有権者に本性が知られたために失脚する。
白鳥スワン（しらとり すわん）
政治家兼宗教家
本名「逆剥イヂロー」。「全世界統一学会愛の心理革命教の華」と言う長い名前の宗教団体の教祖。
高給バイトの面接と偽って希望者を募り、薬物と映像で洗脳させ信者を増やすという典型的なカルト特有のやり方で教団を拡大させる。新千葉ヶ崎市長に当選するため、信者を新千葉ヶ崎市に転居させて集中させ、市長当選をきっかけに世界征服することを目指している。
元々はブルセラショップの店長であったが、女子高生へのストーカー行為でクビになり、店の常連であった鰐淵の誘いで宗教家となり、得意のスプーン曲げで信者に自分への忠誠を誓わせた。また、明日香を自分のものにしようと信者を使ってストーカー行為を行う。が、これら一連の行為による教団の危険性を取材で指摘した佐和を教団の特殊部隊を使って拉致したため、クニミツと光明に正体を暴かれ逮捕される。
ドクター荻窪（どくたーおぎくぼ）
ドクター中松をイメージさせる政治家兼自称発明家。
海外の大学を卒業しているとされる。「犬力自動車」、「デビルイヤー」などよくわからない発明品を使用しており、市長選に名乗りを上げた泡沫候補。
猪之吉（いのきち）
アントニオ猪木をイメージさせる泡沫候補。イノキチボンバイエのスローガンで選挙会場に現れたりする（その時流すテープは、本物の「イノキ、ボンバイエ!」に「ち」の音を追加したものである）。
仏取（ぶっしゅ）
坂本龍馬、勝海舟、ペリー黒船、西郷隆盛、福澤諭吉、田中角栄（正確には田中角A）など政治家や啓蒙家のそっくりさんとなって新千葉ヶ崎市長選に打って出る泡沫候補。「続・学問のすすめ」「平成版日本列島改造論」などの本も著した。

### 政治家
宇治村修造（うじむら しゅうぞう）
クニミツに「蛆虫」呼ばわりされる悪徳政治家。新千葉ヶ崎を含む選挙区選出の保守系国会議員で政界の実力者でもある。
坂上竜太郎元市長の秘書で、竜太郎死去の後に市長戦を戦う事となったが、自らのカリスマ不足を補うために悪徳業者·贈賄建設の収賄の誘いに乗った事から、清廉の志を捨てて転落（傍目から見れば栄光）の道を辿る事になる。また竜太郎死後の不破の師でもある。
最終的には久城の進言を受けた不破と朽木の手によって業者との癒着を暴かれ、政界実力者の座から転げ落ちる事になり、脳梗塞で倒れる。その後は憑き物が落ちたかのような静かな生活をする事になり、これまでの悪事を反省し坂上とも和解する。そしてクニミツに自分の果たせなかった政治家としての希望を託し、「秘書からそのまま政治家には決してなるな」と重大なアドバイスを残した。
五来田進（ごきた すすむ）
宇治村の部下。クニミツに「ゴキブリ」呼ばわりされる現市長。
クニミツによって散々陰謀を邪魔された事を逆恨みし、彼を罠にかけようとするが光明によってそれを逆手に取られ失脚する。元は地元の小さい土建屋の社長で、市議に当選した後、市長となるものの利権におぼれていった。
妻も市長になってからは贅沢な生活をしていたが、失脚後は次第に険悪となり、最終的には愛想を尽かして家を出て行った。

### 毎朝新聞関係者
佐和真澄（さわ ますみ）
毎朝新聞社の記者。
新千葉ヶ崎に異動して来た初日にクニミツと出会う。
「公平なジャーナリズム」をモットーにしているが、実は感情に動かされやすく、気付かないうちに不破や光明に利用されていることもしばしば。市長選挙を通して彼女も新聞記者として成長を遂げていく。
クニミツとは夫婦漫才的なやり取りをする事も多く、なかなかの名コンビ。事務所のボットン便所で用を足していると、トイレの扉をクニミツに壊されながら現れ、最後にはビンタを喰らわせるのがお約束になっている。後に互いに想いを自覚し、恋人同士となった。
テレビドラマ版の設定では昭和53年（1978年）11月3日生まれ、血液型はA型、千葉県千葉市出身、私立千葉女子高校・私立早慶大学政経学部卒、特技は英会話・スポーツ、父親は国土交通省の役人。
藤堂（とうどう）
毎朝新聞社のデスク。労働組合に所属している。
口調は荒っぽく、佐和に無茶を吹っ掛けることもあるが、互いの信頼は厚い。佐和と同様、「公平なジャーナリズム」をモットーにしており、自分の信条を貫くために上層部と張りあうことも多い。バツ1。
山田（やまだ）
毎朝新聞の常務。
保守的な性格で、宇治村や徳川など政治家らの根回しに簡単に屈するタイプ。いずれ専務になる予定だったが、部下からはあまり慕われていない。徳川とはSMプレイをする関係でもある。
徳川陣営への肩入れを佐和や藤堂から拒否されたことに怒り、彼らを左遷しようとするが、その矢先に光明の策略で徳川とのプライベート写真が流出してしまったため、自ら辞表を書く羽目になる。

### 新千葉ヶ崎高校関係者
吾妻光明
坂上明日香
伊地知卓郎
五来田守（ごきた まもる）
新千葉ヶ崎高校の前生徒会長。
父親の五来田進と同様に生徒会長の権限を私物化し、部費を削減するなどして集めた生徒会費を私的流用（裏ビデオやその再生機材など）していた。父親の進めていた学校の移転に協力するため、自分の息のかかった城戸雄介を新生徒会長にするため手を貸すも、クニミツ達の支援で御手洗が当選し失敗に終わる。
その後、父親のスキャンダルが原因でいじめられているらしく登校拒否状態にある。両親が工務店だった頃を懐かしんでおり、逆恨みで坂上のポスターをはがしているところをクニミツらに見つかるが、伊地知に諭され坂上の選挙を手伝うようになる。
御手洗大（みたらい ひろし）
明日香の通う新千葉ヶ崎高校の生徒会長。
生徒会長に絡む利権のことしか考えない前生徒会長の五木田守や五木田の後継生徒会長候補の城戸雄介によって生徒会が私物化されている状況の打開と、生徒が不便になること、学校周辺の商店街の没落が起こるとして学校移転に反対することを公約に生徒会長選挙に立候補し、クニミツや明日香らのサポートによって当選した。
その後は坂上選挙事務所でたまに手伝いをしている。国光からは「お手洗いチャン」と呼ばれる。
城戸雄介（きど ゆうすけ）
新千葉ヶ崎高校の生徒会長候補。
眼鏡をかけたイケメンで、女子からの人気も高い。守に取り入って生徒会長となり、高校を牛耳ろうとしていた。
御手洗に対し様々な妨害工作を仕掛けるも、国光らのおかげで全て失敗。自分と守以外の全ての票を御手洗に持っていかれて敗れた。

### 仁曲印刷関係者
望月純也（もちづき じゅんや）
仁曲印刷の従業員。新千葉ヶ崎高校出身で、明日香の先輩。国光からは「餅つき先輩」と呼ばれる。
インターハイで準優勝した経験もある凄腕のテニスプレーヤー。しかしテニスコートを潰そうとする市の方針に反対運動を行ったため、母親が勤め先を解雇され自らも高校を中退せざるを得ない状況に追い込まれる。このため、政治家やそれに関係する人間を毛嫌いしている。
アルバイトで入ってきた国光にも始めは嫌がらせをするが、彼の行動力に心を打たれ態度を改める。同時に結花とも恋仲となった。
仁曲結花（ひとくせ ゆか）
仁曲印刷の社長令嬢。新千葉ヶ崎高校テニス部の部員兼マネージャー。
表向きは社長の金で豪遊するように見せていたが、心の中では望月のことを心配し、また五来田と癒着する父親にも心を痛めていた。
国光との出逢いを通じて現状を変えることを考えるようになり、また望月とも恋仲になる。国光の話から父親の謀略を察知し、従業員と協力して選挙法に違反するビラを全て刷り直した。後日、父親に真相を打ち明け、共にやり直そうと説得する。
神崎（かんざき）
仁曲印刷の従業員。従業員の中でも一回り年上で、「神崎のおっさん」と呼ばれる。
過酷な労働環境の中、重度の熱中症で倒れるが、国光の介護により救われる。この行動が、望月らの国光に対する態度を改めるきっかけとなる。
仁曲有造（ひとくせ あるぞう）
新千葉ヶ崎にある小さな印刷会社「仁曲印刷」の社長。結花の父。
元々は従業員を守るために経営を切り盛りしていたが、五来田の甘言に乗り彼のコネで仕事を貰うようになる。国光を利用し、坂上陣営に妨害工作を仕掛けるが、結花の機転で失敗。五来田の権威失墜後は、結花の説得により目を覚まし、再起を誓う。
葛島君夫（くずしま きみお）
結花の婚約者。ただし父親が決めた仲に過ぎない。
仁曲印刷を巡る騒動の後、新千葉ヶ崎のテニスイベントで望月に勝負を吹っ掛け、敗れれば結花から手を引くことを約束する。ブランクのある望月を相手に高を括っていたが、全く手を出せないまま敗れた。

### 講談音羽会関係者
藤代静（ふじしろ しずか）
新千葉ヶ崎で地回りをしているヤクザ「講談音羽会」の若頭。
見た目は二枚目の優男だが、目的のためには手段を選ばずカタギに対しても容赦しない冷酷な性格。ただし道を外れたことは決して許さず、また自身の境遇から女性には優しい一面も見せる。喧嘩の腕は国光と互角。
幼少期から母親と二人暮らしだったが、母親が自分と関係を持っていた政治家からゴミのように捨てられたことで、怒りのあまりその政治家を刺してしまう。それ以降壮絶な人生を歩むことになり、やがて父親の勧誘を受けて「講談音羽会」に入った。母親は現在精神を患い入院しており、静もよく見舞いに訪れる。父親のことは蛇蝎の如く嫌っていたが、国光との関わりを通して改善しつつある様子。
当初は五来田と繋がりのあるヤクザと手を組み、猿渡を利用して道路工事反対の署名を盗ませようとしたが失敗。国光とのタイマンを通じ、自分が散々嫌っていた政治家の目論みの片棒を担がされていたことを知り、国光らと和解。手を組んだヤクザとも「ケジメ」を付けて縁を切った。
桃枝とはその当時に知り合い、後に舞が誘拐された時はいち早く現場に駆けつけ救った。その縁で後に桃枝と結婚する。
講談音羽会会長
静の父。「藤代」は静の母の姓であるため、本名は不明。
さっぱりした性格の持ち主で、本部に単身乗り込んで来た国光の心意気を買う。過去にヤクザ同士の抗争が激しくなったために静の母と別れたが、「母を捨てた」と思い込んだ静からは憎まれている。

### 「全世界統一学会愛の心理革命教の華」関係者
逆剥イヂロー／白鳥スワン
鰐淵春男（わにぶち はるお）／使徒アリゲーター
逆剥の補佐を務める男。ワニのような細長い顔をしている。逆剥からは「ワニちゃん」と呼ばれる。
元は逆剥が経営していたブルセラショップの常連であり、店長をクビになった逆剥を誘って「全世界統一学会愛の心理革命教の華」を結成する。目的は純粋に金儲けのためであり、逆剥の度を越した変態趣味に呆れている節もある。
伊地知や国光を洗脳することに成功するが、最期は逆剥や他の主な信者と共に逮捕される。
使徒ダックスフント
「全世界統一学会愛の心理革命教の華」内における伊地知の呼び名。
使徒マウンテンゴリラ
「全世界統一学会愛の心理革命教の華」内における国光の呼び名。
使徒キャメル、使徒オランウータン、使徒ビーバー、使徒ヒッポ、使徒バッファロー
いずれも「全世界統一学会愛の心理革命教の華」の幹部クラスの信者。
各々が名前の動物そっくりの顔をしており、光明から「ネーミングセンスだけは一流だな」と評される。

### 新千葉ヶ崎第一小学校関係者
坂上晋作
牛島（うしじま）
晋作の同級生。元々はいじめっ子だったが、晋作や他のいじめっ子と共に国光に誘拐されたことをきっかけに、晋作と和解する。
江頭富士夫（えがしら ふじお）
晋作のクラスメイトで、学級崩壊を主導するクラスのリーダー格。
典型的なモンスターペアレントである母親に甘やかされてきたため、教師や大人をナメており、学級崩壊を引き起こした。
国光の教育方針に異議を唱えズル休みを決め込むが、休み明けに国光に懐柔されていたクラスの中で孤立してしまう。最終的には国光に許され、クラスの輪に戻った。また、芽草に叩かれたことを批難する母親には自分の非を説き、辞めるきっかけをつくってしまった小倉に謝罪するなど、人間としての成長も見られた。
江狩玲於奈（えがり れおな）
晋作のクラスメイト。眼鏡をかけた小柄な少年で、国光からは「ガリレオ」と呼ばれる。
教育熱心な母親から英才教育を受けており、小学5年生にして数学の内容を理解していたり、社会情勢に興味を持つようになっていた。しかしそれ故にクラスの中では浮いた存在になっていて、虐めを受けていた。
国光との関わりを通じて勉強だけが人生ではない事を悟り、やがて野球の楽しさに目覚める。母親からは嘆かれたが、逆に関係が希薄だった父親とは良好な関係を築きつつある。
山下清太（やました せいた）
晋作のクラスメイト。常に鼻を垂らしているため、国光からは開口一番「ハナタレ」と呼ばれた。
クラスでも「アホ」呼ばわりされる程学力は低いが、国光とはほぼ対等であったため彼が出した問題を次々正解し、江狩を絶望させた。江狩が野球に目覚めた後はクラス委員長に就任し、瓶底眼鏡をかけている。
吉長小百合（よしなが さゆり）
新千葉ヶ崎第一小学校5年4組の担任。なかなかの美人で生徒からの人気も高い。
教員の中でも比較的まともな性格で、授業もビデオではなく教科書を使って行っている。国光に対し教育現場のどうにもならない現状を説くが、独自の授業で課題を次々とクリアしていく国光に一目置くようになる。
国光が教師を辞めた後も、坂上事務所に顔を出すことがある。また田吾作（後述）とは幼馴染であり、彼のエピソードにも関わるようになる。
芽草丈彦（めくさ たけひこ）
新千葉ヶ崎第一小学校5年1組の担任。
言うことを聞かない子供を相手に授業をする事にやりがいを感じなくなり、ひたすらビデオを見せるだけという手法の授業を行っている（これは他の教師も同様）。ただし生徒の質問に手早く答えたり、生徒の事を考えメダカを飼おうとするなど、教育者として無能なわけではない。
国光からは「芽クソ先生」と呼ばれ、本人も当初は嫌がっていたが、関わりを深めるにつれて気にしなくなった。教師としての喜びを思い出させてくれた国光に感謝しており、国光もまた彼のことを尊敬している。
花窪良枝（はなくぼ よしえ）
新千葉ヶ崎第一小学校5年2組の担任。
芽草と同様教育に対する態度はいい加減。芽草と違って教育態度を改めた明確な描写はないが、彼の指導法にあやかろうとする様子は見られる。職員室に飛び込んだ野球ボールが顔にめり込むといった不幸な目に遭う事が多い。国光からは「ハナクソ先生」と呼ばれる。
玉川金太郎（たまがわ きんたろう）
新千葉ヶ崎第一小学校学級主任。国光にビデオ授業を勧めた。国光からは間違えて「タマキン」と呼ばれる。
小倉（おぐら）
新千葉ヶ崎第一小学校5年3組の元担任。
元々は生徒想いで人気もあったが、江頭が主導する学級崩壊に遭い、心身を病んで退職。それから「子供」そのものに拒否反応を起こして嘔吐するようになってしまい、教壇に立つこともままならなくなってしまった。
国光の誘いで再び担任に戻ることを志し、トラウマを克服するために奮闘する。最後は国光と江頭の身体を張った演技によりトラウマを克服することに成功、江頭からも謝罪を受けて和解し、5年3組の担任に復帰した。
その後も坂上事務所のボランティアの中に顔を見せることがある。

### 無農薬ソバ編関係者
稲本田吾作（いなもと たごさく）
小百合の幼馴染。蕎麦畑を営む老人の孫。
幼少期は病弱でアレルギーに悩まされることが多かったが、祖父が営む畑で作った無農薬の蕎麦を食べたことで症状は改善した。しかし無農薬栽培は継続が難しく、農薬を使えば農協から支援も受けられるというメリットを知り、独断で農薬栽培を敢行しようとする。やたらと尊大な発言が目立ち、学生時代は浮いた存在でもあったが、本作での彼の目的はあくまで祖父に楽をさせてやりたいという一心から来ているものである。
ラジコンヘリを使って強制的に農薬散布に踏み切ろうとしたが、小百合の身を呈した抗議に思いとどまる。また国光が提案した小学生による農業体験を兼ねた栽培方法を見て、無農薬栽培を続けることを決意する。
その後も坂上事務所のボランティアとして顔を出すことがある。
田吾作のじいちゃん
元々は農薬を使った栽培を営んでいたが、田吾作のために無農薬蕎麦を作るようになった。田吾作からは「チェアマン」と呼ばれる。
田吾作のために始めた無農薬蕎麦なので、彼の農薬を使うという姿勢に諦めを見せてもいる。

### その他
安土麗山（あんどれやま）
新千葉ヶ崎市が企画した相撲大会で、宇治村と五来田側が雇った外国人力士。
無名だが将来は横綱確実といわれるプロの力士。国光を散々いたぶるが、一瞬の隙を突いた国光に投げ飛ばされて敗北。
最終話では、旅に出る国光を見送る新千葉ヶ先の人々の中にその姿が確認できる。モデルはアンドレ・ザ・ジャイアント。
天使園園長
不破が幼少期に生活していた施設の園長。穏やかな老婆で、目がやや不自由。
議員となってからも、不破が匿名で施設に寄付を送ってくれていることを知っており、陰ながら彼を応援している。物語終盤では久城の計らいにより、不破や施設の他の人々と共に壇上に立った。市長選挙の投票では、無効票になることを承知で不破と坂上両名の名前を紙に書いた。
ラーメン屋の幽霊
国光が新たに手に入れた改造バイクのカブの前の持ち主。事故に遭って亡くなっている。いかついリーゼントが特徴。
新たに持ち主となった国光にとり憑いて散々な目に遭わせるが、それらは悉く跳ね返される。後にラーメン屋に国光を招き入れてラーメンを振る舞い、新千葉ヶ崎や日本の将来について語り合った。最後は国光を認め、自分のバイクを譲る。
藪先生（やぶ-）
開業医。
クニミツが熱を出した佐和の診療に訪れた際に投薬の処方を拒否。クニミツと佐和に現代医療の問題点を説いた。薬の副作用に苦しんでいる患者の診療も行っている。
デニスカイホストの社長
地元新千葉ヶ崎の飲食店チェーンを経営している社長。ホームレスや酔っ払いのオヤジの格好しながら、坂上、不破らの選挙運動における動向を見守り、新千葉ヶ崎の政治の活性化を願っている。
クニミツらが、稲本田吾作に頼んでつくってもらった無農薬蕎麦をチェーン店で仕入れてほしいとの依頼に際し2800食分を一日で仕上げるように依頼。クニミツらはその条件をクリアし、選挙資金と坂上竜馬の名前を載せた竜馬そばをブランドとして、紹介させてもらう。
市長選挙の開票の際には選挙管理委員会委員長として立ち会っている。
中森秋奈（なかもり あきな）
番外編に登場。土戸園（どこぞの）中学校教師。
底辺校の実態に諦めを見せており、一日校長としてやってきた国光の教育方針に異議を唱えるが、自分がやろうとしなかったことを国光がやり遂げているのを見て考えを改める。モデルは中森明菜。
比留間広男（ひるま ひろお）
番外編に登場。土戸園中学校2年生。
モヒカンに刈り上げた頭に顔中ピアスだらけという派手な風貌をしている。暴れると手が付けられなくなる問題児で、中学校教員全員が匙を投げていた。近所でも札付きの悪として有名。国光からは「セブン」と呼ばれる。
父親は家を空けていることが多く、母親と二人で暮らしており、母親の甘やかしぶりがたたってこのような性格となった。一人っきりの時は「ママ」と呼んでいる。
国光が立ち上げた「クズ組」を潰すが、後に彼の荒療治により自分の力で生きることの喜びを知る。後にモヒカンを止めてスキンヘッドになり、クズ組の委員長を務めるようになる。

## 新千葉ヶ崎市
首都近郊に位置する衛星都市。海に面している。片田舎と表現されることもあるが、市の人口は12万人であり、都心に繋がる鉄道が整備されており、過疎地ではない。古くて小さい商店が殆どで大きなショッピングセンターは隣町に行かないと存在しない。市の予算は600億円。都心勤めのサラリーマンが多い。
汚職の噂が付きまとう政治家や利権まみれの官僚が好き勝手やっている。過去の市長選挙では珍しく正真正銘の無党派候補が当選している。
モデルは小田原市。

## 備考
- 選挙に関する話題だけではなく、新宗教や教育、農薬、医療問題などの社会問題も取り上げている。しかし、作中の展開や描写には法律や連載当時の状況とはそぐわない描写も少なくない。
  - 未成年者が選挙運動に携わっているが、連載時の現実世界では公職選挙法第137条の2で未成年の選挙運動を禁止していた。これについて、単行本25巻冒頭で注釈が入っている。本作終了後から11年後の2016年から18歳選挙権が認められ、18歳の高校生でも選挙運動が行えるようになった。
  - 市長選で1位得票者が複数出た場合は決選投票を行うとされているが、現実世界では1位得票者が複数出た場合は公職選挙法第95条第2項によってクジ（抽選）によって当選者を決定する。
- 単行本全巻には「投票用紙」がついており、模擬投票が1度だけ行なわれた（2003年）。投票結果は週刊少年マガジン誌上で公開され、得票率は自民・民主・共産・公明・社民の順だった。また、選挙前には各党へのインタビューや政策を紹介する記事も載せられた。
- 掲載誌の週刊少年マガジンには本作に連動した1ページ企画があり、少年少女に対し政治や社会問題についてかみ砕いて解説する物であった（医療・郵政・農政など個別の問題や政治・選挙制度についての解説、与野党各党へのインタビューなど）。文中でははっきりとは明言されていないものの、内容は全体的に民主党の主義主張と重なる部分が多く、自民党やその政権を(名前は出さないものの)批判する物となっている。但し、「目玉ゲスト」と称して自民党系無所属で衆院選に出馬した堀江貴文のインタビューを載せたこともある。
- サイコメトラーEIJIと本作には伊地知姓のキャラクタが頻繁に登場するが、これは両作の担当編集者の名字を拝借した者である。
- 連載終了後に「講談社プラチナコミックス」でのコンビニコミック版、「講談社漫画文庫」での文庫版が発売されており、その最終巻では原作の安童が連載当時とは別の新たなコメントを書き下ろしている。

## ゲーム
クニミツの政(ゲームアプリ)
携帯電話向けのゲーム配信アプリ。講談社のモバイルコンテンツよりダウンロード販売されており、選挙活動をするアクションアドベンチャー。

## テレビドラマ
2003年7月1日 - 9月9日の毎週火曜22時00分 - 22時54分に、関西テレビ制作、フジテレビ系列の「関西テレビ制作火曜夜10時枠の連続ドラマ」枠で放送された。全11話。初回は10分拡大（22時10分～23時14分まで。前時間帯のWATER BOYSの初回10分拡大に伴う）放送。

### 原作漫画とドラマ版との差異
- 原作と異なり、ドラマ版では小学校中心となっている（原作の高校編は小学校編に収められている）。
- 原作では、坂上が不破に1票差で勝利し市長となり、敗れた不破は県知事選挙への立候補を決断する。そして国光は坂上に解任され、新千葉ヶ崎市を伊地知と共に修行のため去る形で終わる。ドラマ版では、ある少年に輸血した坂上が返り咲き当選を果たすも、先の輸血が元で死亡。その結果、対立候補の不破が繰り上げ当選し、国光が不破のブレーンになる所で結末となる。
- 吾妻光明は原作では高校生だが、ドラマ版では中年という設定になっている。また、クニミツ達が関わった生徒会長選挙はクニミツが教師として赴任した小学校となっている。
- 坂上明日香は原作では高校生だが、ドラマ版では大学生という設定になっている。また、ドラマ版では短気な毒舌家という性格付けがなされており、国光とも仲が悪かった。
- ドラマ版は原作と違い、日本テレビ制作の『サイコメトラーEIJI』とのストーリーの繋がりはない。むしろこの5年前の1998年に同枠で制作された『GTO』を意識したようなタッチで描かれた。なお作中には『GTO』の単行本も登場している。

### キャスト
- 武藤国光：押尾学
- 佐和真澄：伊東美咲
- 不破俊一：佐々木蔵之介
- 吉長小百合：吉岡美穂
- 坂上明日香：上原美佐
- 坂上晋作：柳楽優弥
- 由良桃絵（桃奴）：横山めぐみ
- 由良舞：山内菜々（現：日向ななみ）
- 五木田進：斉藤暁
- 宇治村修造：西田健
- 猿渡一郎：マギー
- 吾妻光明：古田新太
- 坂上竜馬：大杉漣

#### 小学校関係
- 蔦周作（校長）：勝部演之
- 芽草丈彦（教師）：瀬戸陽一朗
- 森野雄一（教師）：やべけんじ
- 花窪良枝（教師）：広岡由里子
- 浅見修介（5年3組生徒）：松尾涼太
- 安藤和人（5年3組生徒）：今野雅也
- 江頭富士夫（5年3組生徒）：大高力也
- 江狩玲於奈（5年3組生徒）：渡辺直樹
- 大村清志（5年3組生徒）：大川翔太
- 三杉裕二（5年3組生徒）：有岡大貴（当時:子役、現・Hey! Say! JUMP）
- 御手洗大（5年3組生徒）：池田仁
- 森村茜（5年3組生徒）：塚本璃子（現・成海璃子）
- 丸山翔子（5年3組生徒）：樋井明日香
- 五木田守（5年1組生徒、進の息子）：土肥優真

#### その他
- 丸山の父：阿南健治
- 民子（保育園園長）：高林由紀子
- 法子（民子の娘）：国分佐智子
- 市川修（桃絵の亡夫の父）：佐々木勝彦
- 市川晃子（桃絵の亡夫の母）：泉晶子
- 水島（地元の有力者）：八名信夫
- 由貴（不破の秘書）：滝沢沙織
- 野々村咲智（海の家「モンペ・トクア」店長）：桜井裕美
- 水沢優海：松崎佑紀
- 西原亮子：園原佑紀乃
- 江狩の父：大高洋夫
- 中島六次郎（代議士）：藤田宗久
- 江頭の父：五代高之
- 江頭の母：山下容莉枝
- 船田みつお：山崎大輔
- 宇治村修造：西田健

#### スタッフ
- 原作：安童夕馬
- 脚本：大石哲也
- 編成：植村泰之（関西テレビ）
- アソシエイトプロデューサー：長部聡介
- プロデューサー：和田豊彦、重松圭一（関西テレビ）
- 演出：赤羽博、中島悟、位部将人
- 制作：関西テレビ、AVEC
- 技術：㈱東通

### 主題歌
- 『Are you alive?』
  - 唄：LIV
- 挿入歌『あなただけを』
  - 唄：a.mia

### サブタイトル
| 各話                                             | 放送日        | サブタイトル     | 視聴率 |
| ------------------------------------------------ | ------------- | ---------------- | ------ |
| 第1話                                            | 2003年7月1日  | 恋も夢も人生も祭 | 10.7%  |
| 第2話                                            | 2003年7月8日  | 給食が危ない!    | 10.6%  |
| 第3話                                            | 2003年7月15日 | 優しい勇気       | 8.6%   |
| 第4話                                            | 2003年7月22日 | 涙!感動の結末    | 10.6%  |
| 第5話                                            | 2003年7月29日 | 涙の課外授業!    | 9.9%   |
| 第6話                                            | 2003年8月5日  | さよならクニミツ | 10.3%  |
| 第7話                                            | 2003年8月12日 | 保育園を守って!  | 8.0%   |
| 第8話                                            | 2003年8月19日 | ママごめんなさい | 12.1%  |
| 第9話                                            | 2003年8月26日 | 対決!ゴミ戦争    | 8.6%   |
| 第10話                                           | 2003年9月2日  | 悲しいキス…      | 9.1%   |
| 最終話                                           | 2003年9月9日  | 命をかけた勝利!  | 10.3%  |
| 平均視聴率・9.9%（ビデオリサーチ調べ・関東地区） |               |                  |        |